# Anton Raič
Anton Raič, Slovenski zgodovinar, 19. april 1845, Mala Nedelja, † 16. september 1888, Praga. 
Po končani gimnaziji v Mariboru (1866) je na Dunaju študiral geografijo in zgodovino. Leta 1872 je postal suplent na ljubljanski višji realki. Po opravljenem državnem izpitu iz zgodovine, zemljepisa in slovenščine je od bil od 1874 do smrti 1888 profesor na isti realki. Umrl je na strokovnem potovanju v Pragi. Kot zgodovinar je raziskoval in objavljal članke predvsem o preteklosti prostora na katerem je živel. Napisal je več življenjepisov in črtico Copernice so (psevdonim Petrov Tone, Kres 1881, str. 504–505) ter humoristična dopisa Iz zlate Prage (Slovenski narod 1888, št. 174, 175).